# Fonderie de cloches de Tellin
L'ancienne fonderie de cloches de Tellin ou ancienne fonderie Causard-Slégers est un immeuble classé situé dans la commune de Tellin dans la province de Luxembourg en Belgique.
Depuis 2022, la fonderie est reprise sur la liste du patrimoine immobilier exceptionnel de la Wallonie.

## Localisation
L'ancienne fonderie est située dans le village de Tellin, Val des Cloches, 129A, au carrefour avec le Chemin de la Fonderie.

## Historique
À la suite de l'incendie de l'église de Tellin et d'une bonne partie des maisons du village en 1821, l'église est reconstruite en 1829 et une cloche est coulée en 1832 au pied du clocher par Charles Causard. Cette expérience concluante décide Charles Causard de construire une fonderie fixe qu'il installe dès 1832 dans un atelier de pièces en fer du village. Quatre générations de fondeurs se succèdent et, dans les années 1955 à 1960, la fonderie occupe plus de 35 ouvriers. Toutefois, l'atelier ferme ses portes en 1970. Le dernier maître fondeur était Georges II Slégers. Pendant 138 ans, des milliers de cloches y furent coulées et de nombreuses parmi elles furent exportées. 
Le bâtiment abrite actuellement un musée d'art campanaire qui succède au musée de la Cloche et du Carillon de Tellin, situé dans l'ancien relais de poste du village et qui avait fermé ses portes en 2013.

## Description
Le bâtiment est construit en moellons de grès et de calcaire mélangés et exhaussé de briques. La façade d'une longueur d'une quarantaine de mètres (sans compter le hangar adjacent) est percée de douze baies avec arc brisé et encadrement en brique et de deux portes charretières en anse de panier. La partie sud-ouest de cette façade se termine par un chevet semi-circulaire.